# یووانوواتس (کراگویواتس)
یووانوواتس (به صربی: Jovanovac) یک منطقهٔ مسکونی در صربستان است که در Aerodrom واقع شده‌است. یووانوواتس ۱٬۲۷۹ نفر جمعیت دارد.